# 15467 Афлорсх
15467 Афлорсх (1999 AN24, 1997 UB19, 15467 Aflorsch) — астероїд головного поясу, відкритий 15 січня 1999 року.
Тіссеранів параметр щодо Юпітера — 3,265.